# پلی‌اورتان ترموپلاستیک
پلی‌اورتان ترموپلاستیک یا به اختصار (TPU) یک نوع از پلاستیک‌های پلی‌اورتان با خواص مختلفی کشسانی، شفافیت و مقاومت در برابر روغن، گریس و سایش است. آنها الاستومرهای ترموپلاستیک متشکل از بخش‌های خطی کوپلیمرهای بلوک هستند که از بخش‌های سخت و نرم تشکیل شده‌اند.

## شیمی
TPU یک کوپلیمر از نوع بلاک می‌باشد که دارای توالی‌های متناوب قسمت‌های سخت و نرم است که از واکنش (۱) دی ایزوسیانات‌ها با دیول‌های زنجیره کوتاه (یا گسترش دهنده‌های زنجیره) و (۲) دی ایزوسیانات‌ها با دیول‌های زنجیره بلند تشکیل شده‌است. با تغییرساختار یا وزن مولکولی ترکیبات و نسبت آنها، می‌توان تنوع بسیار زیادی از پلی یورتان‌های ترموپلاستیک مختلف را ایجاد کرد. این به شیمیدانان یورتان اجازه می‌دهد تا ساختار پلیمر را برای رسیدن به خواص مطلوب نهایی مواد تنظیم کنند.

## مرفولوژی
یک رزین TPU از زنجیره‌های پلیمری خطی در ساختارهای بلوکی تشکیل شده‌است. این زنجیره‌ها شامل بخش‌هایی با قطبیت پایین اند که تقریباً طولانی هستند (بخش‌های نرم)، و همچنین دارای بخش‌های کوتاه‌تر و با قطبیت بالا (بخش‌های سخت) هستند که به‌طور متناوب در کنار بخش‌های نرم قرار می‌گیرند. این دو بخش توسط پیوندهای کووالانسی به یکدیگر متصل می‌شوند و کوپلیمرهای بلوکی را تشکیل می‌دهند. امتزاج پذیری این بخش‌های سخت و نرم در ترموپلاستیک پلی یورتان به تفاوت در دمای انتقال شیشه ای آنها (Tg) بستگی دارد که در شروع حرکت سگمنتال میکرو براونی رخ می‌دهد. این امتزاج پذیری توسط طیف‌های مکانیکی دینامیکی قابل شناسایی می‌باشد. برای یک ترموپلاستیک پلی یورتان غیرقابل اختلاط، طیف مدول تلفات پیک‌های دوگانه را نشان می‌دهد که هر کدام به Tg یک جزء اختصاص داده می‌شود. اگر دو جزء قابل امتزاج باشند، TPU با یک قله پهن مشخص می‌شود که موقعیت آن بین دو قله اصلی Tg اجزای خالص قرار می‌گیرد.
قطبیت قسمت‌های سخت، یک کشش قوی بین آنها ایجاد می‌کند که باعث میزان بالایی از تجمع و نظم در این فاز می‌شود و نواحی کریستالی یا شبه کریستالی را در یک ماتریس نرم و انعطاف‌پذیر تشکیل می‌دهد. این جداسازی فاز بین هر دو بلوک، بسته به قطبیت و وزن مولکولی زنجیره انعطاف‌پذیر، شرایط تولید و غیره می‌تواند کم و بیش مهم باشد. قسمت‌های کریستالی یا شبه کریستالی به عنوان کراس لینک‌های فیزیکی عمل می‌کنند که باعث به وجود آمدن سطح بالای الاستیسیته در ترموپلاستیک پلی یورتان می‌شوند. این در حالی است که زنجیره‌های انعطاف‌پذیر، خاصیت کشیدگی (Elongation) را در آن ایجاد می‌کند.
با این حال، این «شبه کراس لینک‌ها» تحت تأثیر گرما ناپدید می‌شوند و بنابراین روش‌های کلاسیک اکستروژن، قالب‌گیری تزریقی و فرایند کلندرینگ برای این مواد قابل استفاده می‌باشد. در نتیجه، این امکان وجود دارد تا ضایعات TPU را دوباره پردازش کرد.

## کاربردها
ترموپلاستیک پلی یورتان کاربردهای زیادی دارد. این کاربردها شامل تابلوهای ابزار خودرو، چرخ‌های کاستور، ابزارهای برقی، کالاهای ورزشی، دستگاه‌های پزشکی، تسمه‌های محرک، کفش، قایق‌های بادی، و انواع کاربردهای اکسترود شده، ورق و پروفیل می‌باشند. TPU همچنین یک ماده محبوب می‌باشد که در قاب‌های بیرونی انعطاف‌پذیر دستگاه‌هایی مانند تلفن‌های همراه و محافظ صفحه کلید یافت می‌شود.
ترموپلاستیک پلی یورتان به دلیل کاربردهایش در پوشش سیم و کابل، شلنگ و لوله، چسب و پوشش پارچه و به عنوان یک اصلاح کننده ضربه در سایر پلیمرها شهرت بالایی دارد. TPU همچنین در فیلم‌های با عملکرد خوب مثل ساختارهای شیشه ای مقاوم در برابر ضربه بالا استفاده می‌شود.
ترموپلاستیک پلی یورتان یک الاستومر ترموپلاستیک است که در چاپ سه بعدی رسوب رشته‌ای ذوب شده (FFD) به کار برده می‌شود. نبود تاب برداشتن و نبود نیاز به پرایمر آن را به رشته‌ای ایده‌آل برای پرینترهای سه بعدی تبدیل کرده‌است، جایی که نیاز است تا اشیا انعطاف‌پذیر و کشسان باشند. از آنجایی که TPU یک ترموپلاستیک می‌باشد، می‌توان آن را توسط اکسترودر چاپگر سه بعدی ذوب کرد و چاپ کرد و سپس دوباره به یک جامد الاستیک سرد کرد. پودرهای TPU همچنین برای دیگر فرآیندهای چاپ سه بعدی، مثل تف جوشی لیزری انتخابی (SLS) و چاپ جوهر افشان سه بعدی استفاده می‌شوند. همچنین در ماشین‌های تزریق عمودی بزرگ یا قالب‌گیری عمودی برای چاپ مستقیم به کار برده می‌شود، بدون اینکه به مرحله میانی اکستروژن رشته یا آماده‌سازی پودر نیازی داشته باشد.

## مروری بر TPU در بازار
ویژگی‌های TPU تجاری موجود عبارتند از:
- مقاومت در برابر سایش بالا
- عملکرد در دمای پایین
- مقاومت برشی بالا
- خاصیت ارتجاعی بالا
- شفافیت
- مقاومت در برابر روغن و گریس

TPUهایی که در حال حاضر موجود می‌باشند را می‌توان، بر اساس شیمی بخش نرم، به‌طور عمده به دو گروه تقسیم کرد:
1. TPUهای مبتنی بر پلی استر (عمدتاً از استرهای اسید آدیپیک مشتق شده‌اند)
2. TPUهای مبتنی بر پلی اتر (عمدتا بر اساس اترهای تتراهیدروفوران (THF)).

## جدول خواص
(A = عالی B = خوب C = قابل قبول D = ضعیف F = بسیار ضعیف)
| ویژگی                     | TPU مبتنی بر پلی استر | TPU مبتنی بر پلی اتر |
| ------------------------- | --------------------- | -------------------- |
| مقاومت در برابر سایش      | A                     | A                    |
| ویژگی‌های مکانیکی          | A                     | B                    |
| انعطاف‌پذیری در دمای پایین | B                     | A                    |
| پیری گرما                 | B                     | D                    |
| مقاومت در برابر هیدرولیز  | D                     | A                    |
| مقاومت شیمیایی            | A                     | C                    |
| مقاومت میکروبی            | D                     | A                    |
| قدرت چسبندگی              | B                     | D                    |
| قابلیت تزریق              | B                     | B                    |

هنگامی که یک TPE انعطاف‌پذیر در دماهای پایین یا مقاوم در برابر سایش مورد نیاز است، TPU بهترین انتخاب خواهد بود. TPU مبتنی بر پلی اتر در مواردی که هیدرولیز خیلی خوب و مقاومت میکروبی بیشتری مورد نیاز است و همچنین در مواردی که انعطاف‌پذیری بسیار بالا در دمای پایین مهم است و TPU مبتنی بر استر در مواردی که مقاومت به روغن و گریس بیشتر مورد نیاز است.
هنگامی که رنگ روشن پایدار مورد نیاز است، از TPU آلیفاتیک مبتنی بر ایزوسیانات‌های آلیفاتیک استفاده می‌شود.
BASF در طی ایجاد TPU، پیشگام کراس لینک بوده‌است که با افزودن کراسلینکرهای مایع یا با استفاده از مستربچ افزودنی دانه بندی شده جامد ممکن شده‌است. بیو TPU گیاهی برای کاربردهای الاستومر ترموپلاستیک سبز توسط BASF, Merquinsa-Lubrizol و GRECO توسعه یافته‌است که به ترتیب با نام Elastollan N، Pearlthane ECO و Isothane به بازار عرضه می‌شوند.

## ایمنی
پلی یورتان ترموپلاستیک ممکن است حاوی سیلوکسان باشد، که برخی از آنها موادی هستند که از نظر اتحادیه اروپا بسیار نگران کننده هستند.